# Världsmästerskapet i volleyboll för damer 2014
Världsmästerskapet i volleyboll för damer 2014 arrangerades av Italien mellan 23 september och 12 oktober 2014. 
USA vann turneringen genom att i finalen i  Mediolanum Forum besegra Kina med 3-1. Brasilien blev trea genom att vinna matchen om tredjepris över Italien med 3-2.
Kimberly Hill blev vald till mest värdefulla spelare. På de olika positionerna blev Zhu Ting och Kimberly Hill valda till bästa spikers, Sheilla Castro till bästa spiker (motsatt sida), Thaísa Menezes och Yang Junjing till centrar, Alisha Glass till  bästa passare och Monica de Gennaro till bästa libero.